# Neolimonia velasteguii
Neolimonia velasteguii is een tweevleugelige uit de familie steltmuggen (Limoniidae). De soort komt voor in het Neotropisch gebied.